# Síran nikelnatý
Síran nikelnatý je žlutá, krystalická, hygroskopická a ve vodě dobře rozpustná chemická látka na vzduchu tvořící modrozelený hydrát se vzorcem NiSO4. Tato látka je paramagnetická. Používá se na galvanické poniklování. Je však poněkud nebezpečná, jelikož dráždí kůži a je karcinogenní. V přírodě se nevyskytují žádné minerály, které by obsahovaly síran nikelnatý. Nejbližší podobná látka, která se v přírodě vyskytuje je síran železito-nikelnatý, ale je velice vzácný.

## Výroba a reakce
Tato látka se vyrábí ve velkém měřítku, roku 2005 bylo vyrobeno asi 40 000 tun. Nejjednodušší způsob reakce je reakce kyseliny sírové s kovovým niklem:

{\displaystyle {\mathsf {Ni+H_{2}SO_{4}\ \to \ NiSO_{4}+H_{2}}}}

Tato látka rychle přijímá vodu dle rovnice:

{\displaystyle {\mathsf {NiSO_{4}+6\,H_{2}O\ \to \ NiSO_{4}\cdot 6\,H_{2}O}}}

Při zahřívání reakce probíhá zpětně. Tato látka se často používá ke galvanickému pokovování. Jako katoda se použije předmět, jenž je potřeba pokovit, a anoda se používá kovový nikl. Vše probíhá podle rovnice:

{\displaystyle {\mathsf {NiSO_{4}\ \to \ Ni^{+2}+SO_{4}^{-2}}}}

Na anodě probíhá reakce:
{\displaystyle {\mathsf {SO_{4}^{-2}+Ni^{0}-2\,e^{-}\ \to \ NiSO_{4}}}}

Na katodě probíhá reakce:
{\displaystyle {\mathsf {Ni^{+2}+2\,e^{-}\ \to \ Ni^{0}}}}

Jako elektrolyt se ze začátku dá použít kyselina sírová, jež následně zreaguje s niklem na elektrodě za vzniku potřebného síranu nikelnatého.